# Elezioni legislative in Francia del 1848
Le elezioni legislative in Francia del 1848 per eleggere gli 870 deputati dell'Assemblea costituente si sono tenute dal 23 al 24 aprile. Il sistema elettorale utilizzato fu un maggioritario a turno unico cantonale.
Per la prima volta dalla Rivoluzione francese, le elezioni furono a suffragio universale maschile, e nessun circolo o associazione, per quanto conservatore, fece una campagna contro di esso.

## Risultati
| Partito                 | Partito                | Voti      | Voti | Seggi |
| Partito                 | Partito                | Numero    | %    | Seggi |
| ----------------------- | ---------------------- | --------- | ---- | ----- |
|                         | Repubblicani moderati  | 2 507 305 | 32,0 | 280   |
|                         | Partito dell'Ordine    | 2 272 245 | 29,0 | 250   |
|                         | Indipendenti           | 1 802 125 | 23,0 | 200   |
|                         | Socialisti democratici | 705 180   | 9,0  | 80    |
|                         | Legittimisti           | 548 473   | 7,0  | 60    |
| Totale voti             | Totale voti            | 7 835 328 | 100  | 870   |
| Elettori iscritti       | Elettori iscritti      | 9 395 035 | –    | –     |
| Astenuti                | Astenuti               | 1 559 707 | 16,6 | –     |
| Fonte: Huard, pp. 59-77 |                        |           |      |       |

A dispetto di Huard, la storica Sylvie Aprile riporta una differente ripartizione dei seggi: 450 repubblicani moderati, 200 radicali, 200 orléanisti e 50 legittimisti).Aprile, pp. 206-207 Analogamente, Maurice Agulhon riporta dati differenti: 500 moderati, 250 reazionari e conservatori e 150 radicali.